# Smólniki Racięckie
Smólniki Racięckie – wieś w Polsce położona w województwie wielkopolskim, w powiecie kolskim, w gminie Osiek Mały.
| SIMC    | Nazwa         | Rodzaj    |
| ------- | ------------- | --------- |
| 0291196 | Lasek         | część wsi |
| 0291204 | Młynisko      | część wsi |
| 0291210 | Plebanki      | część wsi |
| 0291227 | Rozmiana Góra | część wsi |

W latach 1975–1998 miejscowość administracyjnie należała do województwa konińskiego.
Niedaleko miejscowości znajdują się pokłady węgla brunatnego. Obecnie miejscowość została w prawie całości wysiedlona ze względu na prace odkrywki Drzewce (KWB Konin). Teren na którym znajdowały się wszystkie cztery integralne części wsi ma zostać poddany rekultywacji.
W 2021 roku w miejscowości mieszkało 21 osób.